# Ordre de la Résistance 1940-1944
L'ordre de la Résistance de 1940-1944 est une décoration  civile du Grand-Duché du Luxembourg, crée en 1946. Elle est décernée à la population civile luxembourgeoise et, dans certains cas exceptionnels, à des étrangers.

## Histoire et règles d'attribution
L'ordre a été créé le 30 mars 1946 par la Grande-Duchesse Charlotte de Luxembourg. Il est décerné à des civils qui, lors de l'occupation allemande pendant la Seconde Guerre mondiale, se sont distingués principalement au service de la nation ou pour leurs actions dans la résistance ,. La croix ou la médaille sont décernées par le Grand-Duc du Luxembourg sur proposition du Premier ministre ou du Conseil de la Commémoration de la Résistance. Le statut d'attribution est modifié le 27 mai 1967 et de nouveau le 24 décembre 2003. Depuis cette date, la croix n'est plus attribuée qu'à titre posthume et la médaille n'est plus décernée.

## Classes
La décoration comprend deux classes :
- la croix ;
- la médaille.

## Insigne

### La croix
La croix à 8 pointes est en bronze ses branches sont reliées par une chaîne.
Le médaillon porte d'un côté, une tête de lion héraldique couronnée entourée de la devise « Je maintiendrai » et les dates 1940-1944. De l'autre côté, figure une grande lettre R en capitale (initiale de Résistance) encerclée par une couronne de laurier.
La croix est attachée au ruban par le monogramme de la Grande-Duchesse Charlotte supportant la couronne ducale.

### La médaille
La médaille est ronde et également en bronze. Au recto, la figure le lion des armoiries luxembourgeoises entouré d'une chaine qu'il brise . Au dos se trouve le monogramme de la Grande-Duchesse Charlotte et l'inscription « Je maintiendrai » et les dates 1940-1944.

### Le ruban

Ruban de l'ordre de la Résistance luxembourgeois.

Le ruban est rayé rouge et blanc bordé d'un filet bleu sur les deux bords.